# Karabin Ruger AC556
Ruger AC556 (Ruger Mini-14GB) – skonstruowany w latach 70. XX wieku amerykański karabin szturmowy. Ruger AC556 miał konstrukcje podobną do wprowadzonego jednocześnie na rynek karabinu samopowtarzalnego Ruger Mini-14, różnił się od niego tylko konstrukcją mechanizmu spustowego. Według planów AC556 miał być bronią wojskową, ale żadna armia nie zdecydowała się na zakup większej partii tych karabinów, a głównym odbiorcą tego karabinu stała się amerykańska policja.